# ミス・ユニバース1959
ミス・ユニバース1959（Miss Universe 1959、第8回ミス・ユニバース世界大会）は1959年7月24日にアメリカ合衆国カリフォルニア州ロングビーチで開催された。34か国の代表が競い、最後に日本の児島明子が勝利し、アジア初、東アジア・極東初のタイトル獲得者となった。彼女はコロンビアのルス・マリナ・スールアガから栄冠を譲り受け、スピーチで1964年東京オリンピックを紹介し、ミス・ユニバースを「美のオリンピック」に喩えた。ミス・ユニバースのロングビーチでの開催はこの年が最後であり、翌1960年にはフロリダ州のマイアミビーチに移り、ロングビーチはミス・インターナショナルの開催地となった。

## 最終結果

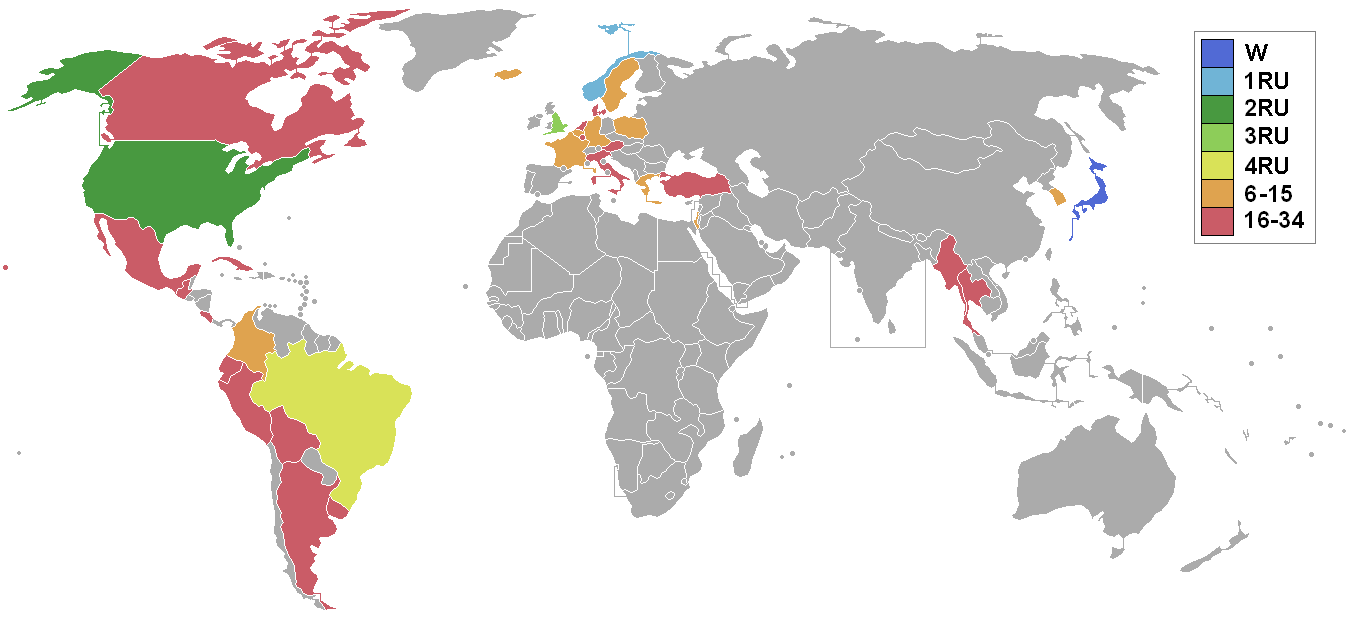
ミス・ユニバース1959 参加国と最終結果

### 入賞者
| 最終結果              | 参加者 |
| --------------------- | --- |
| ミス・ユニバース 1959 | - 日本 - 児島明子(Akiko Kojima) |
| 第2位                 | - ノルウェー - ヨルン・クリスチャンセン(Jorunn Kristjansen) |
| 第3位                 | - アメリカ - テリー・ハンティンドン |
| 第4位                 | - イングランド - パメラ・アン・サール(Pamela Anne Searle) |
| 第5位                 | - ブラジル - ヴェラ・レギナ・リベイロ(Vera Regina Ribeiro) |
| トップ15              | - ベルギー - エレーヌ・サヴィニー - コロンビア - オルガ・プマヘロ・コルコル - フランス - フランソワーズ・サン＝ローラン - ドイツ - カルメラ・カンゼル - ギリシア - ゾイツァ・コウロウクリ - アイスランド - シグリズル・ソルヴァルドスドッティル - イスラエル - リナ・イサコフ - 韓国 - オ・ヒョンジュ - ポーランド - スザンナ・ツェンブロフスカ - スウェーデン - マリー・ルイーズ・エクストローム |

## 参加者
- アルゼンチン - リアナ・コルティーホ
- オーストリア - クリスティーネ・スパツィエル
- ベルギー - エレーヌ・サヴィニー
- ボリビア - コリーナ・タボルガ
- ブラジル - ヴェラ・レギナ・リベイロ
- ビルマ - タン・タン・エー
- カナダ - アイリーン・バター
- コロンビア - オルガ・プマヘロ・コルコル
- コスタリカ - ジアン・モンジュリオール
- キューバ - イルマ・ブエサ・マス
- デンマーク - リサ・ストルバーグ
- エクアドル - カルロタ・エレナ・アヤラ
- イングランド - パメラ・アン・サール
- フランス - フランソワーズ・サン＝ローラン
- ドイツ - カルメラ・カンゼル
- ギリシア - ゾイツァ・コウロウクリ
- グアテマラ - ロゲリア・クルス・マルティネス
- ハワイ - パトリシア・ヴィッサー
- オランダ - ペギー・エルウィヒ
- アイスランド - シグリズル・ソルヴァルドスドッティル
- イスラエル - リナ・イサコフ
- イタリア - マリア・グラツィア・ブッセラ
- 日本 - 児島明子
- 韓国 - オ・ヒョンジュ
- ルクセンブルク - ジョゼ・プンデル
- メキシコ - ミルナ・ガルシア・ダヴィラ
- ノルウェー - ヨルン・クリスチャンセン
- ペルー - グアダルーペ・マリアテギ・ホーキンス
- ポーランド' - スザンナ・ツェンブロフスカ
- スウェーデン - マリー・ルイーズ・エクストローム
- タイ - ソッサイ・ワーニワッタナー
- トルコ - エジェル・オルジャイ
- ウルグアイ - クラウディア・ベルナト
- アメリカ - テリー・ハンティンドン

## ノート

### 辞退者
- ニュージーランド - アーレン・ネスギット
- フィリピン - クリスティーン・マティアス
- アラブ連合共和国 - ナワル・ラムリ

### 特別賞
- タイ - ミス・フレンドシップ（ソッサイ・ワーニワッタナー）
- イングランド - ミス・フォトジェニック（パメラ・アン・サール）
- 韓国 - 一番人気女性（オ・ヒョンジュ）